# مدل خطی-غیرخطی- پواسون
مدل خطی-غیرخطی- پواسون یک مدل ساده شده از پاسخ اسپایک‌های عصبی است. از این مدل برای توصیف فعالیت عصبی در نواحی ابتدایی حسی به خصوص در ناحیه بینایی استفاده شده است. از این مدل در هنگام استفاده از روش کورلیشن معکوس برای یافتن مشخصات پاسخ عصبی برای ورودی تحریک نویز سفید استفاده می‌شود.